# ارتت
آرتت یا آرتد یکی از ییلاقات بخش شهمیرزاد است. بر پایه سرشماری در سال ۱۳۸۵، جمعیت این روستا ۱۰نفر  و در سال ۱۳۷۵ ۱۳ نفر (۶ خانوار) بوده است.